# Papenstraße (Cuxhaven)

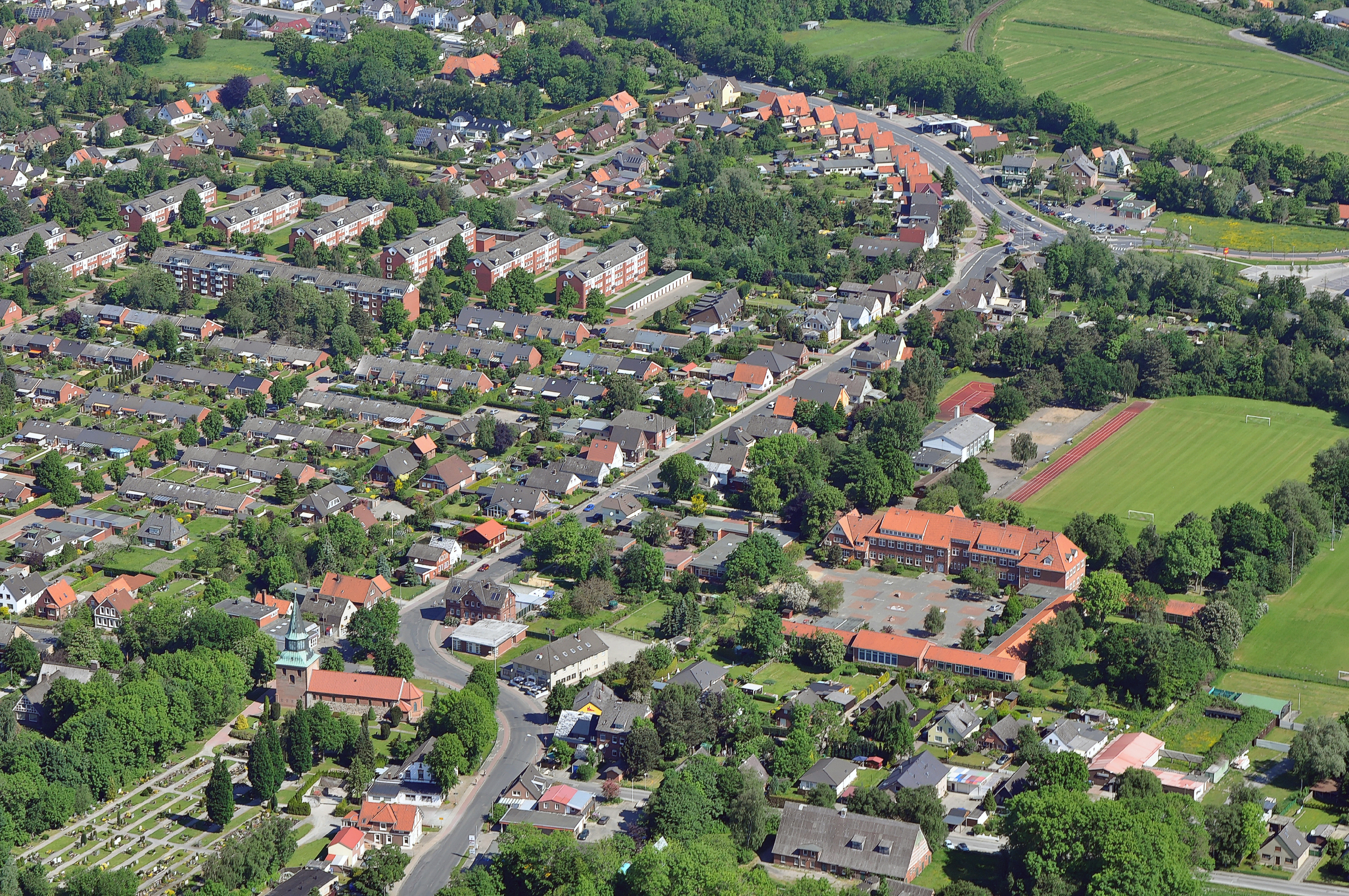
Straße in Groden bis zur B 73

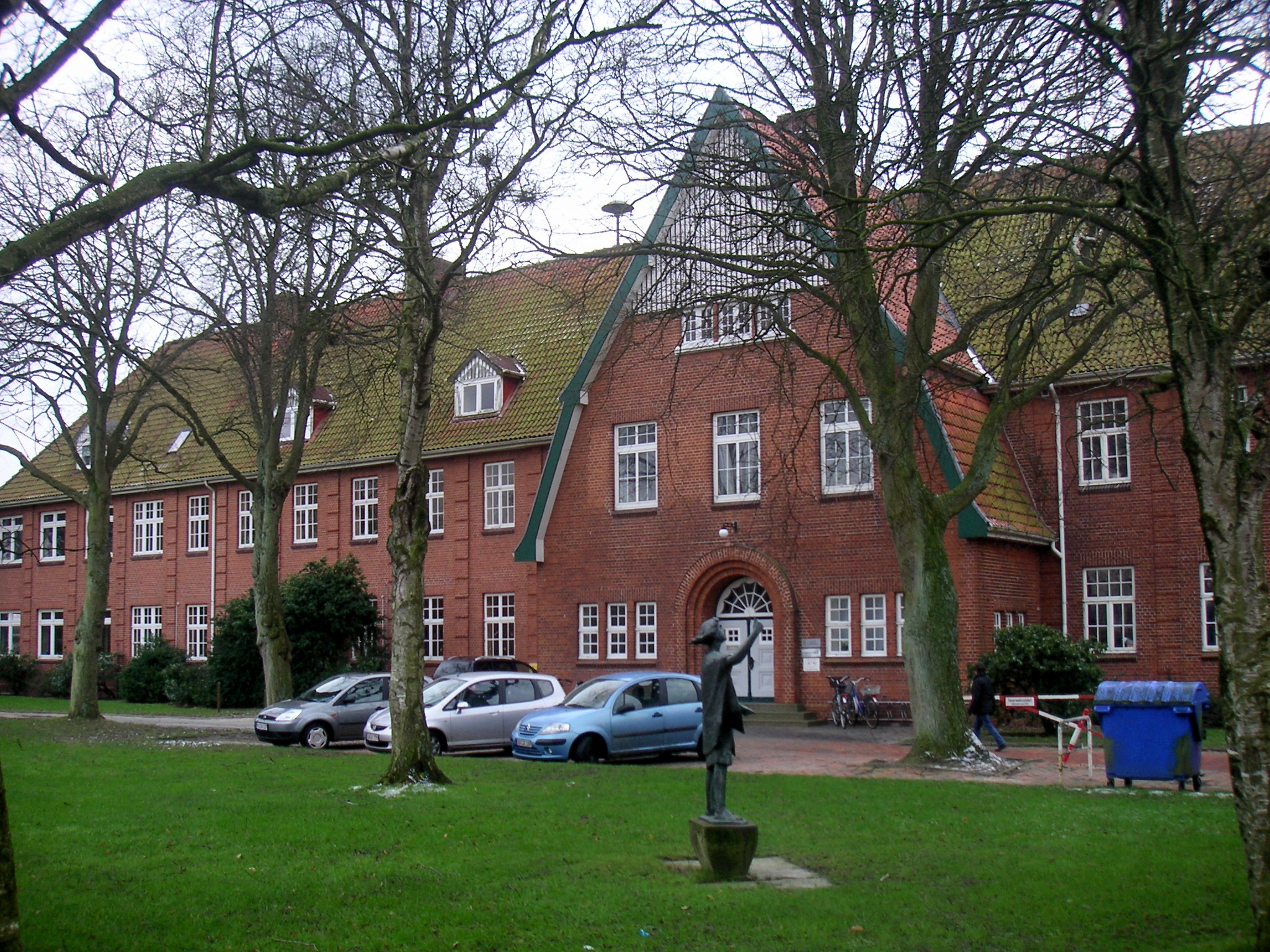
Schule Groden

Die Papenstraße in Cuxhaven ist eine wichtige, ca. 1,9 km lange Zufahrtsstraße für die Stadt. Sie führt nördlich von der Straße Bei der Grodener Kirche bzw. dann in Ost-West-Richtung von der Bundesautobahn 27 / Neufelder Straße als Bundesstraße 73 bis zur Grodener Chaussee / Alte Industriestraße.

## Nebenstraßen
Die Neben- und Anschlussstraßen sind benannt als Bei der Grodener Kirche 1935 nach der Kirche St. Abundus, Freiherr-vom-Stein-Straße nach dem preußischen Staatsmann und Reformer, Neufelder Straße 1903 nach einem 1618 eingedeichtem Landzuwachs, Tamms Trift 2017 nach einer Bauernfamilie, Grodener Mühlenweg nach der früheren Grodener Mühle, Otto-Benöhr-Weg nach dem Gemeindevorsteher von Groden (1845–1918), Grodener Deichstraße nach dem Deich, zu dem sie führt, Im Mittelteil 1935 nach de Einteilung des Ortes in Westerende – Mittelteil – Osterende, Tamms Weg 1950 nach einer Bauernfamilie, Kastanienweg 1934 nach der Baumart, Wolfenbütteler Weg 1926 nach dem Hof Wolfenbüttel von 1487, Meyerstraße 1903 nach dem Leiter der Hamburger Baubehörde Franz Andreas Meyer (1837–1901), Colonnenweg nach den Kolonnen von Schanzarbeitern, die hinter dem Neufelder Deich das Fort Napoleon errichteten, Alte Industriestraße seit 1927 und Grodener Chaussee nach der Straße, zu der sie führt.

## Geschichte

### Name
Die Straße wurde benannt nach dem niederdeutschen Wort Pape, was für Pfarrer steht, da dieser den Weg zwischen den Kirchenspielen Groden und Ritzebüttel nutzte. Bereits 1755 ist dieser Name belegt. Die Straße hieß später bis 1912 zwischen Groden und Ritzebüttel Grodener Chaussee, bis sie dann wieder ihren alten Namen erhielt.

### Entwicklung
Die Papenstraße ist eine alte Verbindung zwischen Ritzebüttel und Groden. Die Wegeverbindung führte weiter nach Altenbruch, Otterndorf, Stade und Hamburg. Als Landstraße, die bis Stade führte, wurde sie ab 1856 bezeichnet, ab 1932 als Fernverkehrsstraße 73, ab 1934 als Reichsstraße 73 (R 73) und ab 1949 als Bundesstraße 73 (B 73). 1913 wurde sie gepflastert, 1926 kam der Fuß- und Radweg hinzu und 1950 eine betonierte, später asphaltierte Fahrbahndecke.
Nachdem 1872 Ritzebüttel und Alt-Cuxhaven vereinigt wurden, erfolgte ein stärkerer Ausbau des Ortsgebietes. 1935 kam die Landgemeinde Groden zur Stadt Cuxhaven. 1890 hatte Cuxhaven 4.905 Einwohner, 1910 waren es 14.888 und 1939 schon 31.046.
Der Fernverkehr für das aufstrebende Nordseebad nahm insbesondere nach dem Zweiten Weltkrieg mit zunehmender Motorisierung erheblich zu. 1974, mit und nach dem Bau der Bundesautobahn 27 von Bremerhaven nach Cuxhaven, wurde auch die Straße zum Stadtkern vierspurig ausgebaut.
An der stark befahrenen Straße siedelten sich eine Reihe von Betrieben an.
Verkehrlich wird die Straße durch die Buslinien 1003 (Bahnhof/ZOB–Groden-Altenbruch–Lüdingworth) der KVG erschlossen.

## Gebäude, Anlagen (Auswahl)
An der Straße stehen zumeist eingeschossige Gebäude.
- Nr. 1 bis 65: Einfamilienhäuser in Groden
- Nr. 4: denkmalgeschützte Grundschule Groden von 1911 nach Plänen von Achmet Steinmetz[2]
- Nr. 67/69: kleiner Bürgerpark von Groden
- Nr. 71: Tankstelle
- Nr. 74 bis 124: Einfamilienhäuser
- Nr. 107: Autohaus
- Nr. 121: Tankstelle
- Nr. 123: Autohaus
- Nr. 126: Autohaus
- Nr. 145: Einfamilienhaus nach Plänen von Achmet Steinmetz (1878–1947)
- Nr. 152: Autohaus

- An der Straße Bei der Grodener Kirche steht die Kirche St. Abundi aus dem 13. Jahrhundert mit Turm von 1785, Chor und Erhöhung des Kirchenschiffs von 1868.